# Перекрёсток (фильм, 1993)
«Перекрёсток» (англ. Broken Highway) — австралийский драматический кинофильм режиссёра Лори Макиннес, снятый на чёрно-белую плёнку. Главную роль исполнил Аден Янг. 
Премьера состоялась на Каннском кинофестивале в 1993 году, где он был номинирован на Золотую пальмовую ветвь (главная награда фестиваля).
Критики сравнивали фильм Макиннес с работами режиссёра Джима Джармуша. Макиннес вдохновлялась своим жизненным опытом и воспоминаниями из детства, в частности из школьных годов.
Фильм не переводился на русский язык, и его нет в свободном доступе в Интернете.

## В ролях
- Аден Янг — Ангел
- Клодия Кэрван — Кэтерин
- Билл Хантер — Уилсон
- Дэвид Филд — Таттс
- Уильям Макиннес —  Роджер

## Производство
Макиннес получила деньги на производство фильма у Австралийской комиссии по кинематографу (англ. Australian Film Commission). Съёмки проходили с по 25 мая по 10 июля 1992 года, в Брисбене. Музыку для фильма написал Дэйв Фолкнер из группы Hoodoo Gurus.

## Кассовые сборы
В Австралии фильм собрал 18300 долларов.